# Eurotium medium
Eurotium medium är en svampart som beskrevs av C.F.W. Meissn. 1897. Eurotium medium ingår i släktet Eurotium och familjen Trichocomaceae.   Inga underarter finns listade i Catalogue of Life.